# Delegado Da Cunha
Carlos Alberto da Cunha (Santos, 14 de outubro de 1977), mais conhecido como Delegado Da Cunha, é um policial, político e youtuber brasileiro, filiado ao Progressistas. Foi eleito deputado federal por São Paulo em 2022.
Possui graduação em Direito pela Universidade Católica de Santos (2002). Tem experiência na área de Direito, com ênfase em Direito Processual Penal e Direito Constitucional. Possui Especialização em Segurança Pública nas áreas de conhecimentos: Academia de Polícia (2010). Mestrando em Direito Internacional na Universidade Católica de Santos (2012). Delegado de Polícia (2003). Atualmente Delegado de Polícia Titular da DISE (Delegacia de Investigação sobre Entorpecente) de São Bernardo do Campo. Professor na Academia de Polícia Civil "Dr. Coriolano Nogueira Cobra", nas cidades de São Paulo e Santos. Professor Universitário e Orientador na Universidade Católica de Santos.
Conhecido como Delegado Youtuber Da Cunha ficou famoso ao gravar vídeos das operações nas quais tinha participação ativa e por compartilhar esses momentos nas redes sociais.

## Controvérsias

### Encenações de Prisões
O delegado Carlos Alberto da Cunha confessou publicamente que encenou o vídeo do flagrante de um sequestro em uma comunidade da capital paulista.
O flagrante aconteceu na comunidade Nhocuné, onde os policiais descobriram que um homem era mantido refém no chamado tribunal do crime, na mira de criminosos ligados à facção criminosa Primeiro Comando da Capital (PCC).
Após o real flagrante, Da Cunha colocou a vítima de volta no cativeiro e 'encenou' a ação policial que havia acabado de acontecer, filmando as cenas para publicar em seu canal no Youtube.
Creditado pela prisão, a operação real não teve envolvimento de Da Cunha, fazendo que tivesse um ganho político e monetário com algo que não foi o mesmo que realizou.
O delegado afirmou em sua defesa que a encenação trata-se de uma reconstituição prevista em lei.

### Peculato e Improbidade Administrativa
Em Setembro de 2021, Da Cunha foi indiciado pelo Corregedoria da Polícia Civil sobre a suspeita de ter cometido Peculato.
Da Cunha teria utilizado-se da estrutura da Polícia Civil para gravar vídeos de operações oficiais que foram exibidos em suas redes sociais particulares, como no seu canal do YouTube, onde a sua monetização trazeria consigo um enriquecimento às custas da Polícia Cívil, configurando-se crime de Peculato e improbidade administrativa, sendo também indiciado pelo MP de São Paulo sob a mesma acusação.
Da Cunha em sua defesa, negou as acusações e disse que "o IPVA está atrasado".
Durante as investigações foram descobertos que Da Cunha, manteve por cerca de um ano e seis meses uma estrutura particular de filmagens para filmar operações oficiais e para postar em suas redes sociais que, conforme investigação da Corregedoria, teve custo mensal de até R$ 14 mil, sendo maior que seu salário na Polícia Cívil R$ 10.470.
Os membros de sua equipe de filmagem não pertencem às forças da Polícia Civil de São Paulo, mas graças à Da Cunha dirigiram viaturas, tomaram depoimentos em ocorrências, usaram roupas semelhantes à de policiais e ostentaram armas em suas nas redes sociais. Além disso, usaram unidades policiais como estúdio para edição de vídeos do delegado.

### Investigação sobre Lavagem de Dinheiro
A Corregedoria da Polícia Civil de São Paulo instaurou inquérito para apurar suposta lavagem de dinheiro praticada pelo então delegado, Carlos Alberto da Cunha, em tentativa do policial de ocultar da receita quase R$ 500 mil pagos a ele por um empresário do ramo de sucatas.
A polícia investigou se Da Cunha estaria utilizando-se de pessoas ligadas a ele, como a ex-mulher Camila Rezende da Cunha, e o irmão dela, Lauro Athayde de Freitas Neto, para ocultar supostos repasses mensais de R$ 25 mil feitas por Weber Micael da Silva, proprietário da empresa Lokal Comércio de Metais.
Um dos depoimentos que ajudaram na abertura de um novo inquérito foi o de Weber, dono da Lokal. onde disse ter repassado por um ano e sete meses uma mensalidade de R$ 25 mil, ou R$ 475 mil ao todo, como espécie de patrocinador do canal do Delegado no Youtube
Segundo a lei, Da Cunha não poderia ter recebido patrocínios já que era do cargo de delegado.
Da Cunha repassou à ex-mulher Camila R$ 32.415 em junho deste ano. onde segundo ela mesma afirmou aos policiais, um dinheiro do YouTube.
Ouvida pela Corregedoria da Polícia Civil, Camila, ex-mulher do delegado, confirmou que o valor era fruto de monetização do canal do ex-marido, o primeiro recurso vindo dessa forma. Disse ainda que ela sempre ajudou Da Cunha no canal como consultora e que tinha patrocinadores esporádicos.

### Boletim de Ocorrência de Violência Doméstica
Em um boletim de ocorrência registrado por Camila, sua ex-mulher, em dezembro de 2016, Da Cunha ameaça Camila de Morte em frente a Filha do Casal e a um restaurante com as seguintes frases: "Olha bem no meu olho. Se você pedir para eu falar baixo mais uma vez, eu vou dar um tiro no meio da sua testa”.
Camila solicitou medidas protetivas urgentes segundo o Boletim de Ocorrência, alegando que não era a primeira vez que este problema aconteceria.
Dizia um trecho do Boletim: “Por volta das cinco horas [da madrugada], o autor lá esteve [em frente à casa da mãe de Camila] e, aos gritos, pedia para que a vítima saísse para conversar com ele. Telefonou inúmeras vezes para o celular da vítima, enviou inúmeras mensagens, inclusive áudios, ameaçando-a, dizendo que ela deveria sumir, porque ele iria matá-la”
Posteriormente, Da Cunha e Camila negaram que houve qualquer tipo de violência doméstica envolvendo o casal.
De acordo com um processo judicial que tramitou no Estado de São Paulo, no dia 11 de setembro de 2014, moradores do bairro de Aparecida, em Santos, presenciaram o então Delegado, Da Cunha agredindo a advogada Camila no meio da rua e, eventualmente na briga, disparar uma arma de fogo.
Seu testemunho alega, que o então delegado agredia a mulher, no meio da rua, “com vários socos, sem a mulher reagir”. Durante suas agressões, segundo a testemunha, o agressor xingava a mulher de "vagabunda, puta e prostituta", dizendo frases como “Entra no carro que vou te matar”.
Outra testemunha, chamada de Monise, disse à Justiça ter presenciado as agressões físicas. Onde em seu relato, assustou-se com a cena e, quando se afastava do local, ouviu um disparo de arma de fogo. A estudante também descreveu que as agressões foram com socos.
A Polícia foi acionada por moradores locais para atender a agressão e chegaram a tempo de evitar que a mulher fosse colocada dentro do carro.
Segundo os Policiais acionados durante o ocorrido, Da Cunha havia colocado a arma ao chão (uma pistola 9 mm) ao avistá-los, onde dizia que era delegado e que havia disparado acidentalmente. A vítima, ainda de acordo com os PMs, fugiu correndo tão logo foi solta pelo marido.
Da Cunha foi detido e encaminhado à corregedoria nesse dia. Onde teve a arma e o veículo apreendidos e respondeu a processo judicial pelo disparo de arma de fogo em via pública.
Posteriormente, Da Cunha foi absolvido pela Justiça do Estado de São Paulo.